# Municipio de Brantford (Dakota del Sur)
El municipio de Brantford (en inglés: Brantford Township) es un municipio ubicado en el condado de Hamlin en el estado estadounidense de Dakota del Sur. En el año 2010 tenía una población de 123 habitantes y una densidad poblacional de 0,89 personas por km².

## Geografía
El municipio de Brantford se encuentra ubicado en las coordenadas 44°46′4″N 97°24′1″O / 44.76778, -97.40028. Según la Oficina del Censo de los Estados Unidos, el municipio tiene una superficie total de 138.5 km², de la cual 138,22 km² corresponden a tierra firme y (0,2 %) 0,28 km² es agua.

## Demografía
Según el censo de 2010, había 123 personas residiendo en el municipio de Brantford. La densidad de población era de 0,89 hab./km². De los 123 habitantes, el municipio de Brantford estaba compuesto por el 96,75 % blancos, el 1,63 % eran de otras razas y el 1,63 % eran de una mezcla de razas. Del total de la población el 4,07 % eran hispanos o latinos de cualquier raza.